# Scopula moinieri
Scopula moinieri är en fjärilsart som beskrevs av Claude Herbulot 1966. Scopula moinieri ingår i släktet Scopula och familjen mätare. Inga underarter finns listade.